# Пётр Сернейский

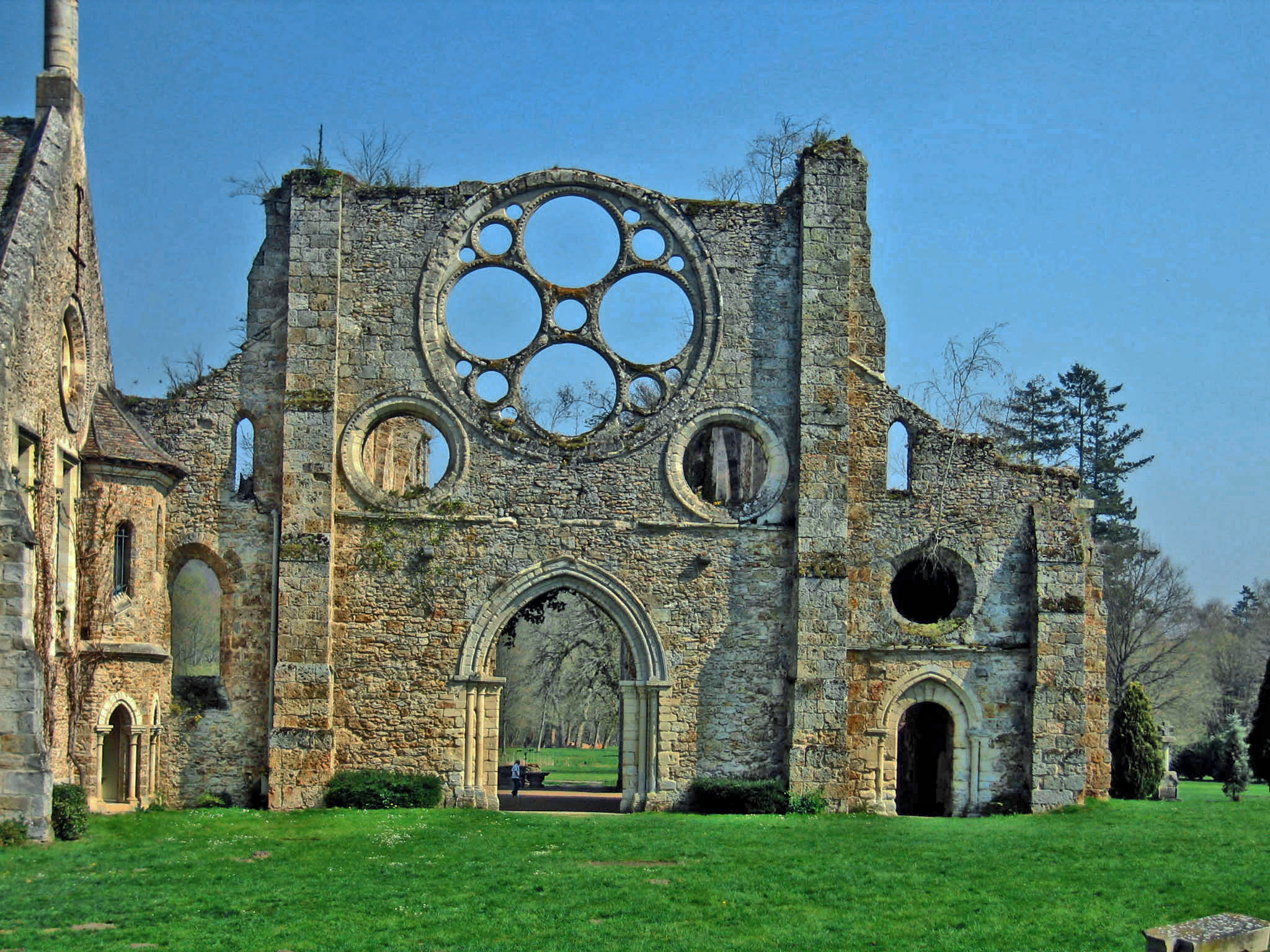
Руины собора аббатства Во-де-Серне, департамент Ивелин, Иль-де-Франс, XII в.

Пётр Сернейский, или Пьер из Во-де-Серне (фр. Pierre des Vaux de Cernay, лат. Petrus Vallium Sarnaii, или Petrus monachus coenibius Vallium Cernaii; не позже 1182 — после 22 декабря 1218 — французский хронист, монах-цистерцианец из аббатства Во-де-Серне, автор латинской «Истории альбигойцев» (лат. Historia Albigensis), один из летописцев Альбигойского крестового похода.

## Биография

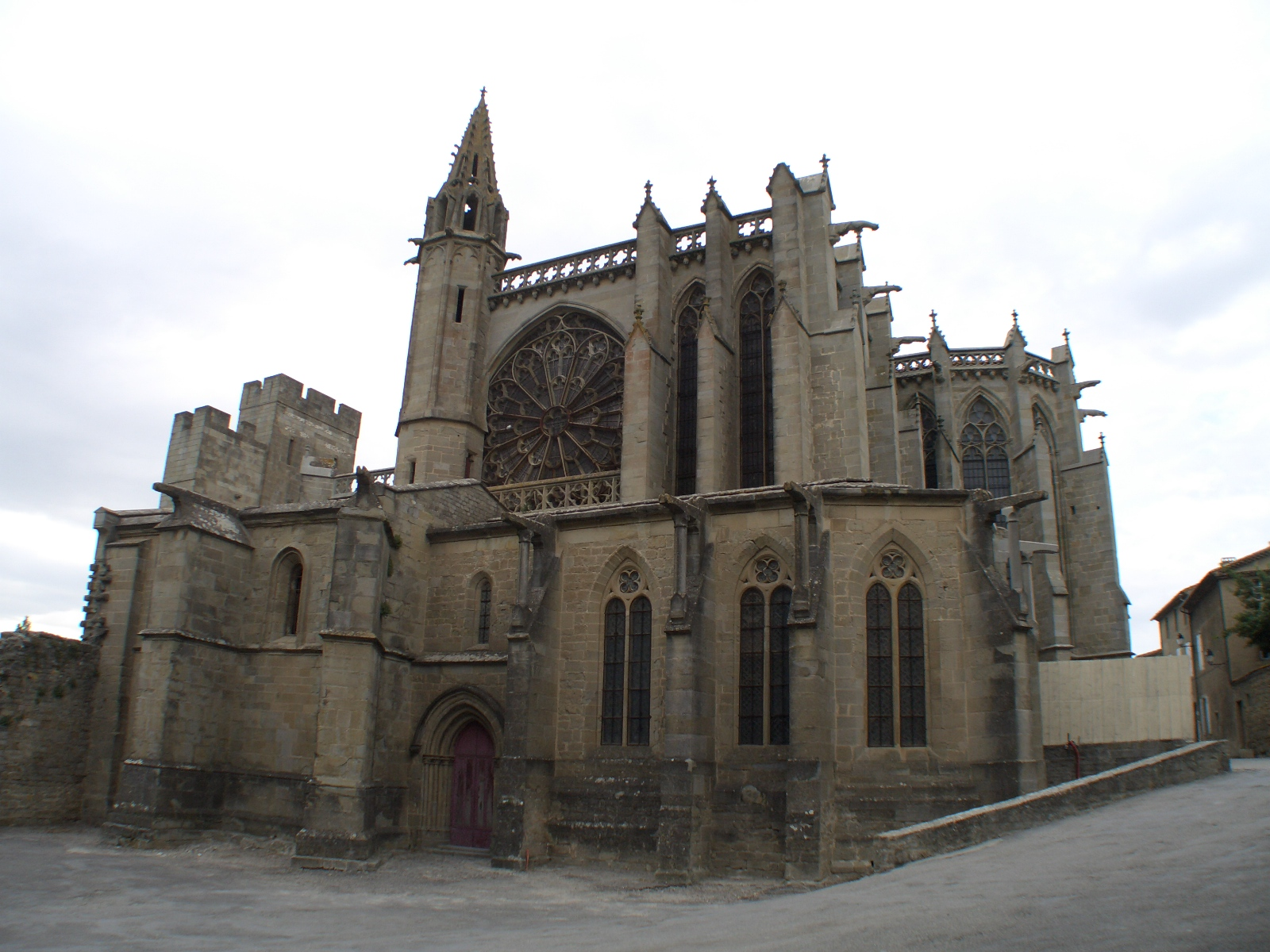
Базилика Святых Назария и Цельсия — бывший кафедральный собор Каркасона, XI—XIII вв.

Место и год рождения точно не установлены, вероятно, являлся уроженцем Монфор-л’Амори в Иль-де-Франс (совр. округ Рамбуйе департамента Ивелин) или его окрестностей, и происходил из вассалов графа Симона IV де Монфора. Не позже 1194 года вступил в орден цистерцианцев, постригшись в аббатстве Во-де-Серне Парижского диоцеза, пост настоятеля которого с 1184 года занимал его родной дядя Гвидо, известный богослов и проповедник, происходивший из окружения графов Монфор-л’Амори. 

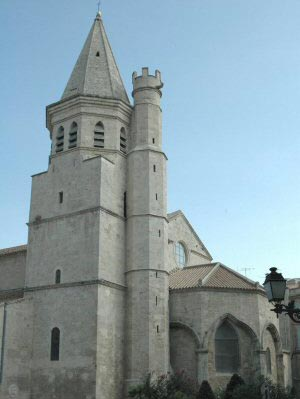
Церковь Св. Марии Магдалины в Безье, в которой, по словам Петра Сернейского, в 1209 году крестоносцами было перебито семь тысяч человек, XII в.

Получив образование при монастыре, в 1203 году отправился в четвёртый крестовый поход вместе со своим дядей, направленным туда согласно решению генерального капитула цистерцианского ордена в Сито (1201). Ещё до начала крестового похода, возможно, встречался с папой Иннокентием III в Риме. Последовал за аббатом Гвидо из Во-де-Серне до Задара в Далмации, принадлежавшего венгерской короне, но после того как тот вместе со своим сюзереном открыто выступил против разграбления города в ноябре 1202 года крестоносцами, покинул вместе с ним армию, отправившись через Венгрию в Италию, чтобы сесть там на корабль, отплывавший в Святую землю. В Палестине, однако, ему побывать так и не удалось, поскольку согласно сохранившемуся письму епископа Стефана Турнейского к настоятелю Сито Арнольду Амальрику, его дядя освобождён был от столь тяжкого путешествия из-за физического и психического напряжения, пережитого под Задаром.
Вернувшись во Францию только в 1206 году, оставался в аббатстве Во-де-Серне вместе с настоятелем Гвидо, но когда в следующем году по просьбе де Монфора последний стал проповедовать среди катаров Лангедока, вероятно, также к нему присоединился.
Начиная с 1209 года участвовал в походах Симона де Монфора, неотлучно находясь при своём дяде и став очевидцем многих событий начального периода войн с альбигойцами, в частности, присутствовал при осаде Терма (1210) и осаде Кастельнодари (1211), а также взятии Рен-ле-Шато и Муассака (весна 1212 г.). После того как в мае 1212 года Гвидо де Во-де-Серне получил место епископа Каркасона, отправился туда вместе с ним, а в 1213-м или 1214 году вернулся в Лангедок, приступив там к работе над своей хроникой. В следующем году, вероятно, вернулся в родное аббатство, в 1216-м снова отправившись на Юг Франции.
Умер вскоре после 22 декабря 1218 года, которым оканчивает своё сочинение, очевидно, оставшееся недописанным. Его скончавшийся 21 марта 1223 года дядя-аббат пережил его почти на четыре с половиной года.

## Хроника
«История альбигойцев» (лат. Historia Albigensis), или «Альбигойская история» (лат. Historia Albigensium) составлялась Пьером из Во-де-Серне с 1213 по 1218 год, вероятно, по просьбе его дяди-аббата, и была посвящена папе Иннокентию III. Её 86 глав охватывают события с 1203 года, назначения папским легатом Пьера де Кастельно до гибели Симона де Монфора под Тулузой 25 июня 1218 года, к личности и деяниям которого в основном и приковано внимание автора. Начиная с 1212 года повествование становится более подробным, местами приобретая характер дневника, хотя по большей части автор избегает передачи фактов изо дня в день, позволяя себе различные отступления и пояснения, немало облегчая всем этим труд пристрастного читателя.
Помимо устных свидетельств современников и личных воспоминаний, хронист, вероятно, использовал документы архива Каркассонской епархии, в том числе папские буллы, частные послания и соборные акты. Непосредственной целью их цитирования являлось, видимо, намерение обосновать права де Монфора и его вассалов на земли отлучённых от церкви феодалов Лангедока: Раймунда VI Тулузского, Раймунда Транкавеля, виконтов Альби, Безье и Каркассона, графов Фуа и лордов Беарна.
Являясь очевидцем многих описанных событий, Пьер из Во-де-Серне всецело зависел от мнения дяди-аббата и де Монфора, в силу чего неизбежно выносил необъективные оценки увиденному. Его считают пристрастным автором, выражавшим неподдельную радость по поводу того, что «освободившие Прованс от пасти львиной и когтей звериных» крестоносцы повсюду «сжигали еретиков с превеликой радостью», и с неподдельнной ненавистью описывавшего злодеяния южнофранцузских феодалов, вроде «прежестокого пса» графа Раймунда Роже де Фуа, варварски разграбившего в 1196 году церковь в Уржеле, или известного трубадура Саварика де Молеона, «самого мерзкого отступника и сына дьявола в неправедности, посланца антихриста, худшего, чем все прочие и все неверные, врага Иисуса Христа».
Он наделяет нелицеприятными характеристиками даже прелатов-участников IV Латеранского собора 1215 года, которые, желая приостановить войну, «чинили препятствия делу веры и старались возвратить обоим графам Тулузским их вотчину». Дипломатично умалчивая, что среди таковых был и сам папа Иннокентий. «По счастью, — пишет он, — большинство не последовало совету Ахитофела, и планы злых были сорваны».
Не скупится Пьер на проклятия и крепкие словечки в адрес отступивших от веры жителей городов Лангедока, особенно Тулузы, «главного источника яда ереси, отравлявшего народы и отвращавшего их от познания Христа», несознательным жителям которого «не раз предлагали отречься от ереси и изгнать еретиков, но лишь немногих удалось уговорить, — настолько они, отказавшись от жизни, привязались к смерти, настолько они были затронуты и заражены скверной животной мудростью, приземленной, дьявольской, не допускающей той мудрости свыше, которая призывает к добру». Жителей вырезанного крестоносцами Безье он беззастенчиво называет «самыми настоящими ворами, преступниками, прелюбодеями и плутами, вместилищами всех грехов», понёсшими справедливую кару за совершённое 42 годами ранее убийство своего виконта, а граждан Монпелье «ненавидящими северян спесивыми бездельниками».
Однако по факту подобные риторические обороты нередко служат Пьеру из Во-де-Серне лишь для выражения личных чувств и оценки исторических лиц, событий и фактов, которые он старается излагать максимально точно и обстоятельно, что особенно касается детальных описаний военных походов, сражений и осад. Апологетически описывая деяния графа де Монфора, которого изображает благочестивым рыцарем без страха и упрёка, он не забывает упомянуть о суеверии своего покровителя, «верившего, как сарацин, в полет и пение птиц и в прочие предзнаменования», а также о его жестокостях, а восхваляя усердие папских легатов и католических проповедников, касается также их бесчестных поступков и интриг.
Откровенно очерняя в угоду своим покровителям их главного врага графа Раймунда Тулузского, повинного, по его словам, не только в убийстве папского легата Пьера де Кастельно, многожёнстве и разврате, но и открыто примкнувшего к катарам и выражавшим неподдельное желание воспитать среди них своего сына, он отмечает, что тот не чужд был определённого презрения к мирским благам и, встретив однажды одетого в лохмотья «совершенного», сказал, что «предпочел бы быть этим человеком, нежели королем или императором».
Главной силой катаров, по словам хрониста, являлось то, что их суровый аскетизм, распространялся, по сути, лишь на немногих «совершенных», но не касался широких масс приверженцев-мирян. «Те еретики, — пишет он, — которых называют верующими, продолжают жить в миру. Хоть они и не доходят до того, чтобы вести образ жизни совершенных, однако надеются спастись через свою веру. Эти верующие предаются ростовщичеству, воровству, убийствам, клятвопреступлениям, всем плотским порокам; они грешат с тем большей уверенностью и воодушевлением, что не нуждаются ни в исповеди, ни в покаянии. Им достаточно, находясь при смерти, прочесть „Отче наш“ и причаститься Святого Духа».
В описании альбигойских обрядов и ритуалов, открывающих сочинение Пьера из Во-де-Серне, оно является более подробным, чем труды некоторых борцов с этой ересью вроде Гийома Пюилоранского. Британский медиевист Стивен Рансимен приводит примеры весьма точного изложения первым различных аспектов альбигойской веры, невзирая на пропагандистские штампы при их обсуждении. «Еретики, — сообщает Пьер, — верили в существование двух создателей: один был невидимым, они называли его «добрым» Богом, другой был видимым, и они называли его «злым» Богом. Доброму Богу они приписывали Новый Завет, злому Богу — Ветхий Завет, который они, таким образом, полностью отвергали, за исключением нескольких отрывков, вставленных в Новый Завет, считая их по этой причине достойными быть сохраненными в памяти. Они считали «лжецом» автора Ветхого Завета: в самом деле, он сказал о наших прародителях Адаме и Еве, что в день, когда они вкусят плод с дерева познания добра и зла, умрут смертью, однако же, вкусив плода, они не умерли, как он предсказал. Эти еретики говорили на своих тайных собраниях, что Христос, который родился в земном и видимом Вифлееме и умер распятым, был дурной Христос и что Мария Магдалина была его сожительницей: она и была той женщиной, взятой в прелюбодеянии, о которой говорится в Евангелиях. На самом деле, говорили они, добрый Христос никогда не ел и не пил и не облекался настоящей плотью: он явился в мир лишь чисто духовным образом, воплотившись в теле святого Павла... Еще они говорили, что у доброго Бога были две жены, Оолла и Оолиба, родившие ему сыновей и дочерей. Другие еретики говорили, что творец один, но что у него было два сына, Христос и Дьявол»».
Несомненен факт обращения Пьера из Во-де-Серне к доступным материалам катаров, в частности, такому важному документу, как «Manifestatio heresis Albigensium et Lugdunensium». Довольно лояльны оценки, выносимые им и другим еретикам — вальденсам, которые, по его словам, «были дурны, но гораздо менее испорчены, чем остальные», а их учение имело много сходства с тем, что исповедовали католики.
В силу воспитания и зависимого положения, Пьер не способен был вырваться из плена предрассудков своего окружения и, по меткому выражению французского историка Ашиля Люшера, стал подлинным «рупором партии непреклонных», отвергавших возможность любого компромисса с еретиками. Однако несомненно присущие ему добросовестность и наблюдательность, вкупе с великолепной памятью, позволили запечатлеть для потомков не только важные аспекты религии альбигойцев и устройства их церкви, но и отдельные черты уничтоженной крестоносцами окситанской цивилизации.

## Рукописи и издания
Хроника сохранилась не менее чем в 12 рукописях XIV—XV веков из собраний Национального архива и Национальной библиотеки Франции, Ватиканской апостольской библиотеки, муниципальной библиотеки Реймса и др. Впервые она была напечатана в 1615 году в Труа местным учёным каноником Николя Камюза, в 1649 году переиздана в Париже королевским историографом Франсуа Дюшеном в пятом томе «Historiae Francorum scriptores», а в 1669 году опубликована в Боннфонтене церковным историком Бертраном Тисье, включившим её в седьмой том «Библиотеки отцов-цистерцианцев».
Сокращённый перевод хроники на среднефранцузский язык издал ещё в 1569 году в Париже профессор богословия Тулузского университета и королевский проповедник Арно Сорбин, снабдив его традиционно витиеватым для тех времён заглавием «История священного союза против альбигойцев, созданного под командованием Симона де Монфора жителями Беарна, Лангедока, Гаскони и Дофине, который принёс мир Франции при Филиппе Августе и Людовике Святом» (фр. Histoire de la ligue sainte sous la conduite de Simon de Montfort contre les Albigeois tenant le Béarn, le Languedoc, la Gascogne et le Dauphiné, laquelle donna la paix a la France sous Philippe-Auguste et Saint-Louis).
Комментированный французский перевод хроники увидел свет в 1824 году в Париже в 12 томе «Коллекции мемуаров, относящихся к истории Франции» под редакцией историка Франсуа Гизо. Полное оригинальное издание её было опубликовано в 1833 году в 19 томе «Собрания историков Галлии и Франции» под редакцией членов Академии надписей и изящной словесности историка-архивиста Пьера Дону и литературоведа-бенедиктинца Мишеля Жана Жозефа Бриаля, а в 1855 году его переиздал в 213 томе «Patrologia Latina» учёный аббат Жак Поль Минь. Отрывки из хроники выпустил в 1882 году в Ганновере немецкий филолог и палеограф Освальд Хольдер-Эггер, включивший их в 26 том «Monumenta Germaniae Historica» (Scriptorum).
В начале XX века для серии «Общества истории Франции» (фр. Société de l'histoire de France), по инициативе вышеназванного Ашиля Люшера, подготовлено было новое трёхтомное критическое издание, отредактированное по всем существующим рукописям Паскалем Гебеном (1887—1945) и Эрнестом Лайоном (1881—1957), и выпущенное в 1926—1939 годах в Париже. В 1951 году увидел свет новый французский перевод, выполненный Анри Мезоннев под редакцией П. Гебена, а в 1997 году в Цюрихе опубликован был немецкий перевод Герхарда Зольбаха. Комментированный английский перевод подготовлен был в 2002 году профессором классической филологии Баллиол-колледжа Оксфордского университета В. А. Сибли и историком-медиевистом из Колледжа Корпус-Кристи Кембриджского университета М. Д. Сибли.

## Публикации
- Петр Сернейский. Альбигойская хроника // Книга еретиков: антология / Сост. Д. Бирюков. — СПб.: Амфора; РГХА, 2012. — С. 335–344. — (Александрийская библиотека). — ISBN 978-5-367-01767-0.  (рус.)
- Historia Albigensium, et sacri belli in eos anno MCCIX suscepti, duce et principe Simone à Monte-forti, dein Tolosano comite, rebus strenue gestis clarissimo. Auctore Petro, coenobii Vallis-Sarnensis ord. Cisterciensis in Parisiensi dioecesi monacho, cruceatae hujus militiae teste oculato. Edidit Nicolas Camuzat. — Troyes: Jean Grifard et Noël Moreau dit le Coq, 1615. — 28, 326, 14 p.  (лат.)
- Petri Monachi Coenobii Vallium Cernaii ordinis cisterciensis Historia Albigensium // Historiae Francorum scriptores. Opera ac studio filii post patrem Francisci Duchesne. — Tomus V. — Lutetiae Parisiorum, 1649. — pp. 554–665.  (лат.)
- Histoire de l'hérésie des Albigeois et de la sainte guerre contre eux (de l'an 1203 à l'an 1218) par Pierre de Vaulx-Cernay // Collection des Mémoires relatifs à l'histoire de France, publiés et traduite par François Guizot. — Volume 12. — Paris: Brière, 1824. — x, 399 p.  (фр.)
- Petri, Vallium Sarnaii monachi, Hystoria Albigensis. Publiés par Michel Jean Joseph Brial et Pierre Claude François Daunou // Recueil des historiens des Gaules et de la France. — Tome 19. — Paris: Imprimerie Royale, 1833. — pp. 1–113.  (лат.)
- Petri monachi coenobii Vallium Cernaii Historia Albigensium, accurante J.-P. Migne // Patrologiae cursus completus, sive Biblioteca universalis. Series Latina. — Tomus CCXIII. — Paris, 1855. — Coll. 543–712.  (лат.)
- Ex Petri Sarnensis Historia Simonis comitis de Monte-Forti Архивная копия от 11 февраля 2022 на Wayback Machine. Hrsg. von Oswald Holder-Egger // Monumenta Germaniae Historica. — Tomus XXVI. — Hannover, 1882. — pp. 397–403. — (Scriptorum).  (лат.)
- Petri Vallium Sarnaii monachi Hystoria Albigensis. Historia de factis et triumphis memorabilibus nobilis viri domini Simonis comitis de Monte Forti (1213—1218), édition par Pascal Guébin et Ernest Lyon. — Volumes 1—3. — Paris: Champion, 1926—1939. — (Société de l'histoire de France, 412, 422, 442).  (лат.)
- Pierre des Vaux de Cernay. Histoire albigeoise, nouvelle traduction par Pascal Guébin et Henri Maisonneuve. — Paris: J. Vrin, 1951. — xxxiv, 258 p. — (L'Église et l'État au Moyen Âge, 10).  (фр.)
- Pierre des Vaux de Cernay. Kreuzzug gegen die Albigenser. Die «Historia Albigensis» (1212—1218) erstmal aus dem Lateinischen ins Deutsche übertragen. Hrsg. von Gerhard E. Sollbach. — Zürich: Manesse, 1997. — 383 S. — ISBN  978-3717582281.  (нем.)
- The History of the Albigensian Crusade: Peter of les Vaux-de-Cernay's «Historia Albigensis» Paperback. Edited and translated by W.A. Sibly, M.D. Sibly. — Woodbridge, U. K.; Rochester, N.Y.: Boydell Press, 2002. — xlvi, 338 p. — ISBN 978-0851156583.  (англ.)